# Somerleyton, Ashby and Herringfleet
Somerleyton, Ashby and Herringfleet är en civil parish i distriktet East Suffolk i grevskapet Suffolk i England. Orten har 427 invånare (2011).